# Cheiracanthium shiluvanensis
Cheiracanthium shiluvanensis là một loài nhện trong họ Miturgidae.
Loài này thuộc chi Cheiracanthium. Cheiracanthium shiluvanensis được miêu tả năm 2007 bởi Lotz.